# Rhamnus neblinensis
Rhamnus neblinensis är en brakvedsväxtart som beskrevs av B. Maguire och J.A. Steyermark. Rhamnus neblinensis ingår i släktet getaplar, och familjen brakvedsväxter. Inga underarter finns listade i Catalogue of Life.